# Eugène Borel
Victor-Eugène-Sigismond Borel (Neuchâtel, 17 juni 1835 - Bern, 14 juni 1892) was een Zwitsers advocaat en politicus uit het kanton Neuchâtel. Van 1873 tot 1875 was hij lid van de Bondsraad. Van 1874 tot 1892 was hij de eerste directeur-generaal van de Wereldpostunie.

## Biografie

### Afkomst en opleiding
Eugène Borel was een zoon van François-Victor Borel, leraar kalligrafie en directeur van een weeshuis, en van diens echtgenote Louise Fauche. Hij was een kleinzoon van Abraham Louis Fauche. In 1861 trouwde hij met Marie Guillaume, een zus van Louis Guillaume. Na zijn schooltijd in Neuchâtel studeerde hij rechten in München en Heidelberg. Vervolgens ging hij in Neuchâtel aan de slag als advocaat.

### Politicus

#### Lokale en kantonnale politiek
Borel werd in 1857 lid van de algemene raad en in 1864 lid van de gemeenteraad van Neuchâtel. In 1862 werd hij lid van de Grote Raad van Neuchâtel. In 1865 werd hij lid van de Staatsraad van Neuchâtel, waarin hij tot 1870 bevoegd was voor Militaire Zaken en vervolgens tot 1872 bevoegd was voor Justitie.

#### Federale politiek
In 1860 werd hij auditeur van de Confederatie en vertaler bij de Nationale Raad. Op vraag van de Bondsraad vertaalde hij het volledige Droit public suisse van Rudolf Eduard Ullmer. In 1870 benoemde het Bondsgerechtshof van Zwitserland hem tot onderzoeksrechter voor Romandië.
Van 3 juli 1865 tot 1 december 1872 was hij lid van de Kantonsraad, waarvan hij van 5 juli tot 22 oktober 1869 voorzitter was. Hij was een voorstander van de herziening van de Zwitserse Grondwet in 1872. Op 7 december 1872 werd hij op 37-jarige leeftijd verkozen tot lid van de Bondsraad. Hij beheerde het Departement van Posterijen en Telegrafie. In die functie was hij nauw betrokken bij de oprichting van de Wereldpostunie, die met het Verdrag van Bern werd opgericht op het internationaal postcongres van 1874 in Bern, dat hij voorzat en dat besloot om de hoofdkantoren van de nieuwe organisatie in Bern te vestigen. Hij werd benoemd tot eerste directeur-generaal van de Wereldpostunie en verliet daardoor de Bondsraad per 31 december 1875. In 1875 was hij vicevoorzitter van de Bondsraad.

### Latere carrière
Tot aan zijn overlijden in 1892 wijdde Borel zich aan de Wereldpostunie, die onder zijn leiding snel wist te groeien. In 1889 werd hij als federaal commissaris naar Ticino gestuurd, waar onrusten waren uitgebroekn in de marge van de federale verkiezingen van 1889. Met de hulp van Zürichse troepen slaagde hij erin de orde tijdelijk te herstellen. 
In het Zwitserse leger was Borel grootrechter van de derde afdeling, voorzitter van het hof van cassatie en hoofdauditeur. Met zijn schoonbroer Louis Guillaume publiceerde hij in 1863 een biografische schets van de Zwitserse patriot Frédéric Roessinger en een historisch werk over schietverenigingen in het kanton Neuchâtel.
Borel overleed in 1892 op 56-jarige leeftijd.